# Coenraad Basson
Pour les articles homonymes, voir Basson (homonymie).
Pas d'image ? Cliquez ici

a Compétitions nationales et continentales officielles uniquement.

Dernière mise à jour le 8 mars 2018.
 Coenraad « Coenie » Basson, né le 25 septembre 1981 à Strand, non loin du Cap, en Afrique du Sud, est un joueur de rugby à XV sud-africain évoluant au poste de deuxième ligne (1,94 m, 115 kg).

## Biographie
Coenie Basson a débuté assez tard chez les professionnels. Il joue d’abord avec la section amateur de la Western Province avant de jouer trois saisons pour les Boland Cavaliers dans la Currie Cup (17 matches disputés).
En 2008, il s’engage avec le CS Bourgoin-Jallieu. Il quitte le CSBJ à la fin de la saison 2010-2011 qui voit le club être relégué en Pro D2, et signe chez le voisin lyonnais du LOU Rugby, où il devient capitaine dès sa 1re saison au club. Il joue avec le LOU jusqu'en 2016, date à laquelle il rejoint l'USON Nevers.

## Palmarès
- Champion de France de Pro D2 : 2014, 2016